# Model de Pati-Salam
En física teòrica, el model Pati-Salam és un model de Gran Teoria d'Unificació (GUT), proposada el 1974 pel premi Nobel Abdus Salam i Jogesh Pati. La unificació de les interaccions fonamentals es basa en el grup SU(4) × SU(2) × SU(2) amb quatre noves càrregues de color dels quarks, anomenades vermell, verd, blau i violeta (o lila), en lloc dels tres colors convencionals de la cromodinàmica quàntica que descriuen la interacció força. El nou quark «violeta» s'identifica amb els leptons. El model manté la simetria esquerra-dreta i prediu l'existència d'una interacció feble que interactua amb els camps dretans (i.e. de quiralitat dretana) a alta energia per l'intercanvi de nous bosons pesats W 'i Z'.